# Comté de Sullivan (New York)
Pour les articles homonymes, voir Comté de Sullivan.
Le comté de Sullivan (en anglais : Sullivan County) est l'un des 62 comtés de l'État de New York, aux États-Unis. Le siège du comté est Monticello.
Le comté est nommé en l'honneur du major-général John Sullivan, héros de la guerre d'indépendance américaine

## Communautés

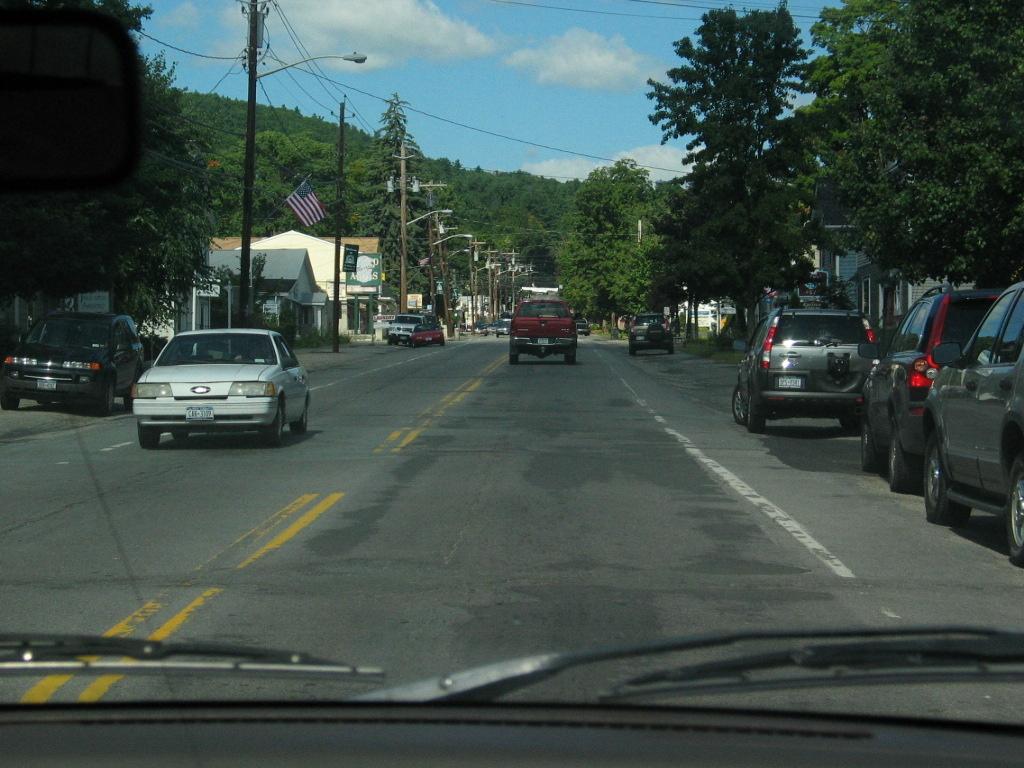
Village de Wurtsboro.

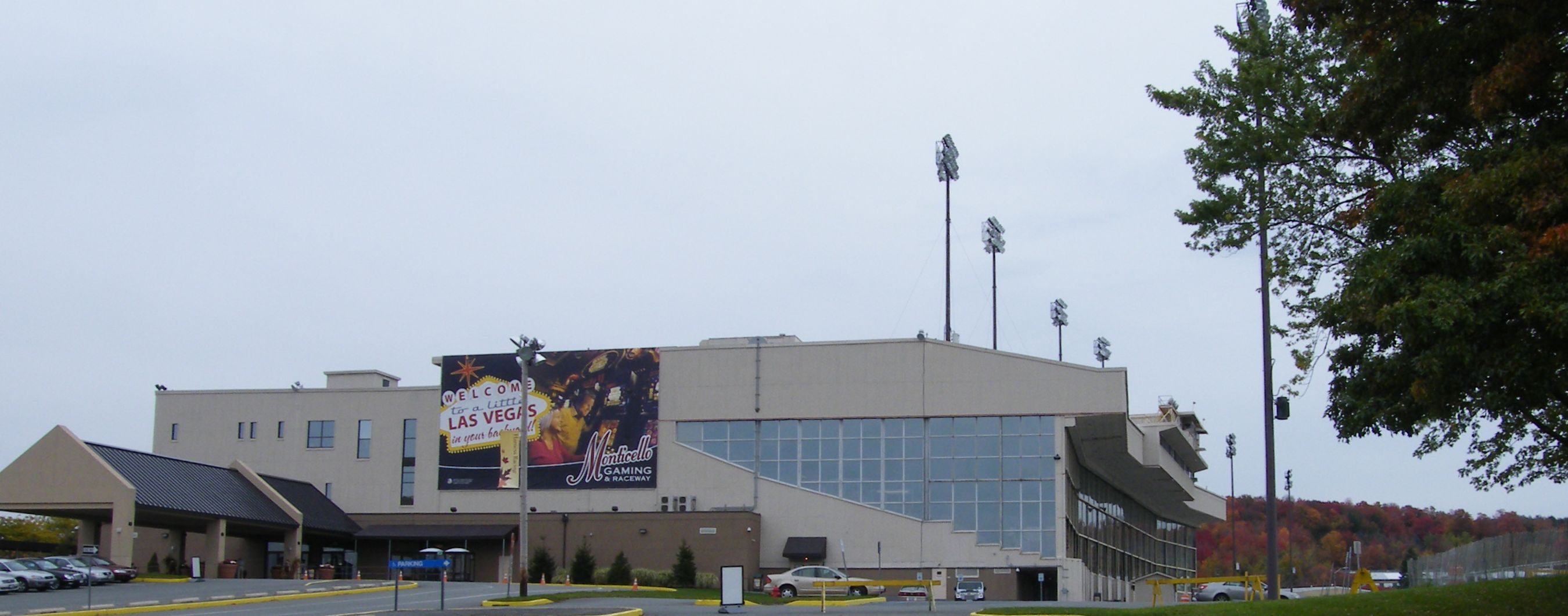
Monticello Raceway à Monticello.

### Towns
- Bethel
- Callicoon
- Cochecton
- Delaware
- Fallsburg
- Forestburgh
- Fremont
- Highland
- Liberty
- Lumberland
- Mamakating
- Neversink
- Rockland
- Thompson
- Tusten

### Villages
- Bloomingburg
- Jeffersonville
- Liberty
- Monticello (siège du comté)
- Woodridge
- Wurtsboro

### Census-designated places
- Callicoon
- Hortonville
- Livingston Manor
- Loch Sheldrake
- Narrowsburg
- Rock Hill
- Roscoe
- Smallwood
- South Fallsburg

### Hameaux
- Barryville
- Bridgeville
- Debruce
- Eldred
- Ferndale
- Glen Spey
- Grahamsville
- Handsome Eddy
- Harris
- Haven
- Hurleyville
- Kiamesha Lake
- Lew Beach
- Minisink Ford
- Mountain Dale
- Spring Glen
- Summitville
- Treadwell
- White Lake
- White Sulphur Springs
- Woodbourne
- Wurtsboro Hills

## Population
La population du comté s'élevait à  78 624 habitants au recensement de 2020.
| Groupe            | Comté de Sullivan | New York | États-Unis |
| ----------------- | ----------------- | -------- | ---------- |
| Blancs            | 85,1              | 66,8     | 72,4       |
| Afro-Américains   | 9,1               | 15,9     | 12,6       |
| Métis             | 2,9               | 3,0      | 2,9        |
| Asiatiques        | 1,4               | 7,3      | 4,8        |
| Autres            | 1,0               | 7,5      | 6,4        |
| Amérindiens       | 0,5               | 0,6      | 0,9        |
| Total             | 100               | 100      | 100        |
|                   |                   |          |            |
| Latino-Américains | 13,6              | 17,6     | 16,7       |